# Selbstberichtsverfahren
Ein Selbstberichtsverfahren in der Medizin und Psychologie ist ein objektiver Test, in dem Personen eine Reihe von Fragen zu ihrem Verhalten, zu ihren Überzeugungen, Einstellungen, Gedanken, Gefühlen und Handlungen sowie letztlich auch zu ihrer Biographie beantworten. Objektivität besteht insofern, als sich diese Daten dokumentieren lassen und somit im Hinblick auf statistische Methoden quantifizierbar sind. Diese Parameter werden durch Beobachtungen und Aussagen der Person selbst erfasst. Die an eine Person jeweils gestellten Fragen werden in mündlicher oder schriftlicher Form vorgetragen. Das gilt auch für die gegebenen Antworten, die mündlich oder schriftlich erhalten werden können. Selbstberichte umfassen Antworten in Interviews und auf Fragebögen. Im Krankenhaus und in der ambulanten psychiatrischen Praxis wird das Selbstberichtsverfahren auch als Erheben der Eigenanamnese bezeichnet. Die Bedeutung dieses gängigen und weit verbreiteten Begriffes ist jedoch uneinheitlich. Eine Anamnese als einzelne Auskunft wird als ein Datum subjektiver Art angesehen, zumal es sich um Erinnerungsdaten handelt.

## Zuverlässigkeit der Daten
Um die Zuverlässigkeit (Validität) erhaltener Angaben zu erhöhen, werden meist ergänzende Daten von Angehörigen gebraucht. In der Psychiatrie sind die vom Kranken selbst erhaltenen Angaben zur Vorgeschichte oft unvollständig, weniger weil dieser etwas bewusst verschweigt, sondern mehr, weil Besonderheiten seiner Persönlichkeit oder die Art seiner Krankheit ihn die Zusammenhänge nicht überschauen lassen. – Gegen den Gebrauch des Begriffs „Fremdanamnese“ oder „objektive Anamnese“ sind jedoch kritische Einwände zu erheben.
Untersucher gehen meist davon aus, dass ihre erzielten Ergebnisse valide sind, was aber schon von Alfred Binet (1857–1911), dem bedeutenden Vertreter der französischen Experimentalpsychologie und Schöpfer der modernen Intelligenztests, widerlegt wurde. Er ließ verschiedene Lehrer die Intelligenz eines von ihnen gemeinsam unterrichteten Kindes schätzen. Diese Einschätzungen stimmten trotz mit großer Überzeugung vorgetragener Beurteilungen überhaupt nicht miteinander überein.
Die Tendenz zur Verobjektivierung von Daten ist in der Medizin auch für den Drehtüreffekt verantwortlich. Diese Tendenz wirkt sich dahingehend aus, dass somatische Befunde eher als glaubhaft angesehen werden als die eigenen psychologischen Auskünfte des Untersuchten oder dass psychologische Faktoren und funktionelle Syndrome von Hausärzten und somatologisch orientierten Fachärzten übersehen werden.(a) Durch mangelnde Beachtung des Dualismus in der Medizin und den demzufolge oft einseitig praktizierten Untersuchungsstil unter Betonung somatischer Befunde bleiben wesentliche Daten des Untersuchten unberücksichtigt.(b)

## Nutzen
Widersprüchliche Einschätzungen, ob es sich bei dem Selbstberichtsverfahren um den Erhalt von Daten subjektiver oder objektiver Art handelt, führen erwartungsgemäß auch zu unterschiedlichen Einschätzungen über deren Nutzen und Validität. Diese Diskrepanzen haben dazu Anlass gegeben, die Rollen der an diesen Gesprächen beteiligten Personen, also zumeist von Untersucher und Untersuchtem, näher zu beleuchten. Die sog. Arzt-Patient-Beziehung steht dabei im Vordergrund der Aufmerksamkeit. Es ist in diesem Zusammenhang auch auf die Existenz von Anamnesegruppen und auf die Untersuchung im klinischen Team hinzuweisen.(c) Es musste auffallen, dass je nach Art der Untersuchung die persönliche Beteiligung des Untersuchers wechselt. Bei Tests mit Hilfe von Fragebögen und ggf. apparativer Auswertung ist die persönliche Beteiligung des Untersuchers geringer als bei konventionellen Gesprächsstilen. Andererseits fördern konventionelle Gesprächsformen gesellschaftlich oder kollektiv übliche Abwehrmechanismen und stehen damit einer Problemlösung oft nur im Wege. Häufig ist sich der Untersucher nicht seiner unvermutet hohen inneren Beteiligung bewusst, siehe den von Binet oben berichteten Fall. Andererseits ist mangelnde Aufmerksamkeit gegenüber dem Patienten im Alltag der Praxisroutine zu beobachten. Überschätzung der eigenen Rolle als Untersucher einerseits und mangelnde Aufmerksamkeit andererseits tragen dazu bei, dass sich ein Untersuchter missverstanden fühlt. Hinzu kommt, dass jede Untersuchungssituation eine einmalige Begegnung bedeutet und somit eine Herausforderung für den Untersucher und den Untersuchten darstellt, die insbesondere in psychiatrischen Anstalten oder bei Zwangsunterbringungen in der Forensischen Psychiatrie angstauslösend sein kann. Auch die Asymmetrie der Gesprächsbeteiligten ist hier als angstauslösendes Moment zu nennen.
Es kann den Befragten auch peinlich sein, über ihre wahren Erfahrungen oder Gefühle zu berichten, da sie sich einer krankheitsbedingt eher weniger selbstbestimmten Situation ausgesetzt sehen, die nicht unbedingt dazu geeignet ist, persönliche Geheimnisse zu offenbaren. Dies wiederum berührt Fragen der Schweigepflicht. Wenn die Befragten wissen, worum es bei dem Fragebogen oder dem Interview geht, werden sie unter Umständen nicht wahrheitsgemäß aussagen, so etwa bei Belangen sozialer Art und damit verbundener Vor- oder Nachteile wie etwa Rentenfragen, aber auch Kliniksentlassung, juristisch relevanter Fragen etc. Genannte spezifisch individuelle Faktoren lassen oft Zweifel an der Objektivität entsprechender Selbstberichte aufkommen. Die nicht ausdrücklich für den forensischen Gebrauch bestimmten Befragungen dürfen nicht ohne Zustimmung des Befragten zu gerichtlichen Zwecken verwendet werden, um damit ggf. Zwangsbehandlungen oder rechtliche Urteile zu begründen.

## Fragetechniken
Zu unterscheiden sind offene Fragen von festen Antwortalternativen. Offene Fragen können in eigenen Worten vom Untersucher sowohl ergänzt, als auch vom Untersuchten beantwortet werden. Es kann auch eine Reihe von festen Antwortalternativen vorgegeben werden. Solche zumeist vollständig standardisierte Fragebögen sind quantifizierbar und maschinell auswertbar wie etwa der zumeist verwendete MMPI-Test.
Im Gegensatz zum vollständig standardisierten Fragebogen ist ein Interview interaktiv. Der Interviewer kann die Fragen verändern, um sich dem Untersichten verständlicher zu machen (Exploration). Damit ist er in der Lage, den Rapport zum Befragten zu verbessern.
In der Psychoanalyse hat das von Sigmund Freud (1856–1939) entwickelte Untersuchungsverfahren Bedeutung gewonnen, bei dem der Untersucher am Kopf des auf einer Couch liegenden Patienten Platz nimmt. Indem der Untersuchte seinen Untersucher optisch nicht wahrnehmen kann, ist er mehr auf sich selbst bezogen. Die bekannten Schwierigkeiten der Gesprächsführung fasste Freud unter den beiden sich gegenseitig ergänzenden Begriffen Widerstand und Übertragung zusammen. Es kam ihm darauf an, die Widerstände näher zu erforschen und sie schließlich auf dem Weg der Übertragung zu bearbeiten. Freund versuchte somit einen Mittelweg zu finden zwischen zu großer unbewusster eigener Beteiligung einerseits und im Hinblick auf den Untersuchten einer allzugroßen verobjektivierenden persönlichen Distanz andererseits. Die eigene Beteiligung des Untersuchers thematisierte Freud mit dem Begriff der Gegenübertragung. Er kennzeichnete die wünschenswerte Haltung des Untersuchers mit „gleichschwebender Aufmerksamkeit“ (GW VIII 377 f., XIII 215) bzw. als therapeutische Abstinenz. Peter R. Hofstätter (1913–1994) ist der Auffassung, dass durch dieses Untersuchungsverfahren der Untersucher weniger im Mittelpunkt der Aufmerksamkeit des Untersuchten stehe und so der Untersuchte aufgerufen sei, selbst eine Deutung seiner Widerstände zu geben, anstatt sie überwertig vom Untersucher zu erwarten. Hierdurch komme erst der psychotherapeutische Aspekt des Gesprächs in Gang.